# Ståle Sandbech
Ståle Sandbech, född 6 juni 1993 i Rykkinn, är en norsk snowboardåkare som tävlar i slopestyle och big air. Vid Olympiska vinterspelen 2014 vann han ett silver i slopestyle. Ståle har även vunnit 4 medaljer i Vinter X Games både i Big Air och Slopestyle.

## Karriär
Ståle började åka snowboard vid 8 års ålder och blev tidigt uppmärksammad inom snowboardvärlden. 2007 blev han inbjuden att delta i rookietävlingen The Arctic Challenge. En av grundarna till tävlingen, den norske snowboardåkaren Terje Håkonsen beskrev Ståle då som Norges bästa 13-åriga snowboardåkare.
Vid 16 års ålder, som yngsta norska deltagare sedan Sonja Henie deltog Ståle i de Olympiska vinterspelen 2010, då tävlandes i halfpipe.  Han slutade på en trettionde plats. Ståle tävlade även vid de Olympiska vinterspelen 2014 i slopestyle där han kom på en andra plats efter Sage Kotsenburg. 
Ståle har sedan 2011 tävlat i Vinter X Games där han haft flera framgångar. 2013 vann han sin första medalj i X Games, ett brons i Big Air. Han har även två brons från 2014 i slopestyle och i big air. Vid Vinter X Games 2015 vann han ett silver i slopestyle. 